# Litterär skylt

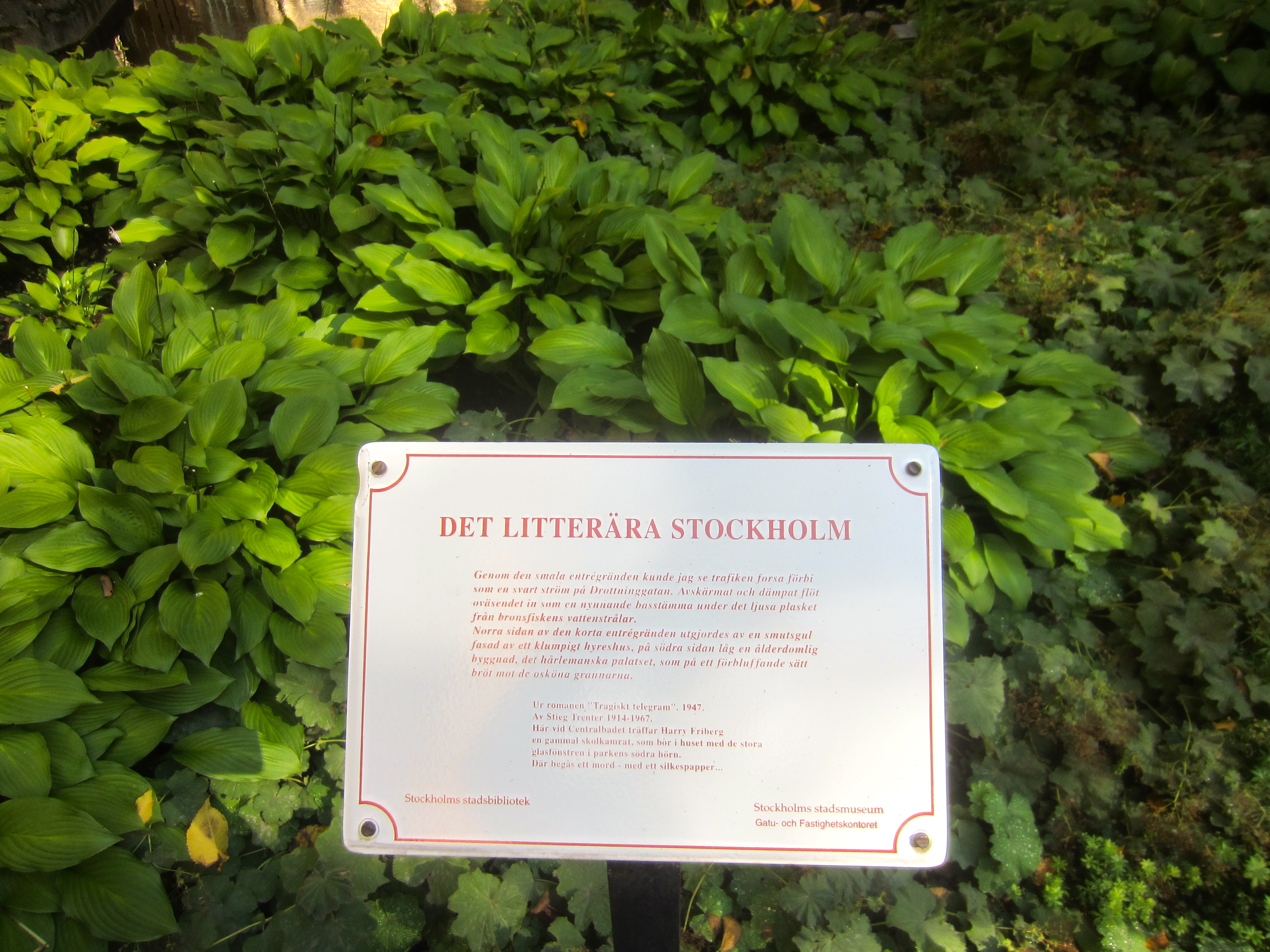
Litterär skylt från 1993 med citat ur Tragiskt telegram av Stieg Trenter vid Centralbadets gård i Stockholm.

Litterär skylt är en skylt med ett citat, ur ett skönlitterärt verk, som handlar om platsen där skylten sitter.

## Stockholm
I Stockholm sattes de första skyltarna upp 1992, projektet kallas ”Det litterära Stockholm” och drivs av kulturförvaltningen i Stockholm. Ett 70-tal vita skyltar med röd text har satts upp och det finns en litterär vandring med 18 stopp vid litterära skyltar på Södermalm och Långholmen.
I Stockholm kom uppslaget med litterära skyltar från Bertil R. Widerberg, hedersledamot i Svenska Deckarakademien. Han kontaktade kulturborgarrådet Per Sundgren (V), som tog upp frågan i en skrivelse till Kulturnämnden, vilket ledde fram till ett positivt beslut. Stockholms stadsbibliotek fick i uppdrag att ta fram litterära citat. Detta gav i sin tur upphov till en tävling i samarbete med Stockholms Stadsmuseum, som gick ut på att få förslag på författare och litterära stockholmsmiljöer. Dessa skulle skildras så väl, att det motiverade en litterär skylt på platsen.
Den första boken "Vägvisaren" kom ut 1994 och innehöll beskrivningar på 24 skyltar. I boken "Nya vägvisaren till litterära skyltar i Stockholm" från 2001 har antalet mer än fördubblats. Den upptar 52 skyltar, som satts upp på olika platser i Stockholm. På varje skylt ges en kort introduktion till  författarens bakgrund, utdrag ur recensioner och en del Stockholmiana.

### Nils Ferlin
Vid Klarabergsgatan 35 finns sedan år 2000 en litterär skylt med ett citat ur Ferlins diktsamling Goggles.

### Per Anders Fogelström
Ur Mina drömmars stad finns sedan år 1992 ett citat på Per Anders Fogelströms terrass.
Det gamla upprustade kulturhuset på Åsögatan 209 hade förr adressen Lilla Bondegatan 17. I det huset bodde "Henning" och "Lotten" liksom "Tummen" och "Matilda", huvudpersonerna i Per Anders Fogelströms roman Mina drömmars stad. De flyttade in sommaren 1867. Sällskapet Per Anders Fogelströms vänner vill, att Stockholms stad sätter upp en litterär skylt intill huset med ett citat ur Mina drömmars stad. Drivande är Birgit Peters i sällskapet. Det finns redan en skylt i närheten av huset som berättar att Carl Larsson bodde en bit bort liksom Albert Engströms fiktiva figur "Kolingen". ”Det saknas en skylt med citat ur Mina drömmars stad, romanen som tryckts i över fem miljoner exemplar” säger Birgit Peters, som sökt kontakt med stadens myndigheter ett par gånger hittills utan att ha fått något konkret svar.

### Åke Holmberg
I hörnet av Drottninggatan och Jakobsgatan finns en skylt från år 2000 där man kan läsa:

"Drottninggatan i Stockholm är en lång och smal gata, som ligger ungefär mitt i staden. Där går trafiken i en ständig ström. Man förstår, att det måste vara bekvämt att ha sitt kontor där. Och man förstår, att det måste vara alldeles särskilt lämpligt för en privatdetektiv att ha sitt kontor vid den gatan. Då är han alltid mitt bland allt som händer och sker."
Citatet är hämtat ur Ture Sventon, privatdetektiv av Åke Holmberg.

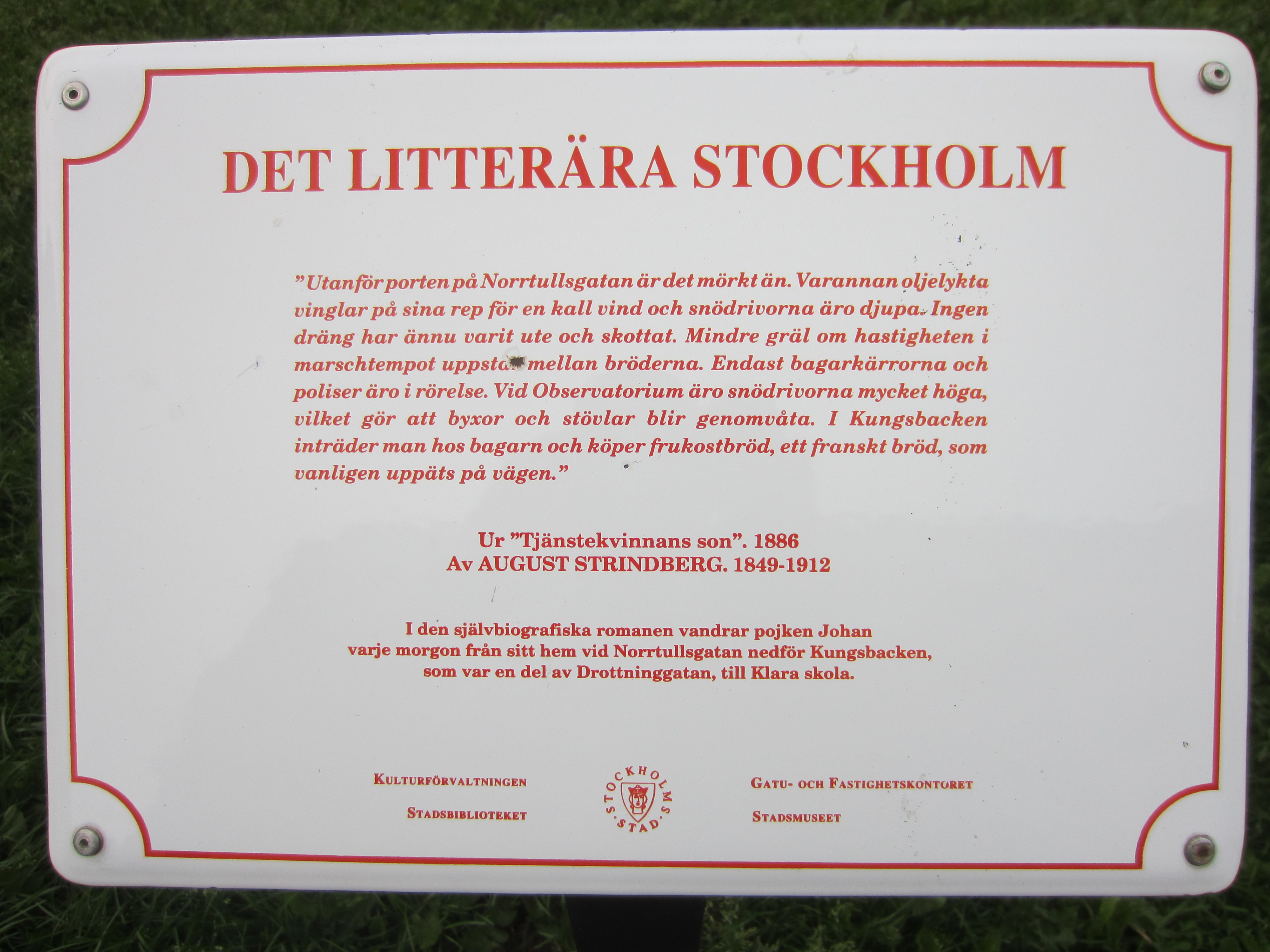
Litterär skylt (1994) med text ur August Strindbergs "Tjänstekvinnans son" från 1886.

### August Strindberg
Den första litterära skylten invigdes den 14 maj 1992, 80 år efter August Strindbergs dödsdag. Det var en skylt över Strindberg med citat ur Röda rummet och platsen var Mosebacke. Hittills har ett 70-tal skyltar satts upp på olika platser i Stockholm. En av de två författare, som har två skyltar med litterära citat, är August Strindberg. Den andre författaren är Stieg Trenter.

### Maj Sjöwall och Per Wahlöö
En litterär skylt finns från år 1992 uppsatt på Dalagatan 34 med ett citat ur Den vedervärdige mannen från Säffle av  Maj Sjöwall och Per Wahlöö. Den filmade versionen från 1976 i regi av Bo Widerberg heter Mannen på taket:

- "Det här är Gunvald Larsson. I fastigheten Dalagatan trettiofyra finns nu en vansinnig människa, som skjuter från taket eller översta våningen med ett automatgevär. Det ligger två döda poliser framför Eastmaninstitutet. Slå larm i alla innerstadsdistrikt."

### Hjalmar Söderberg

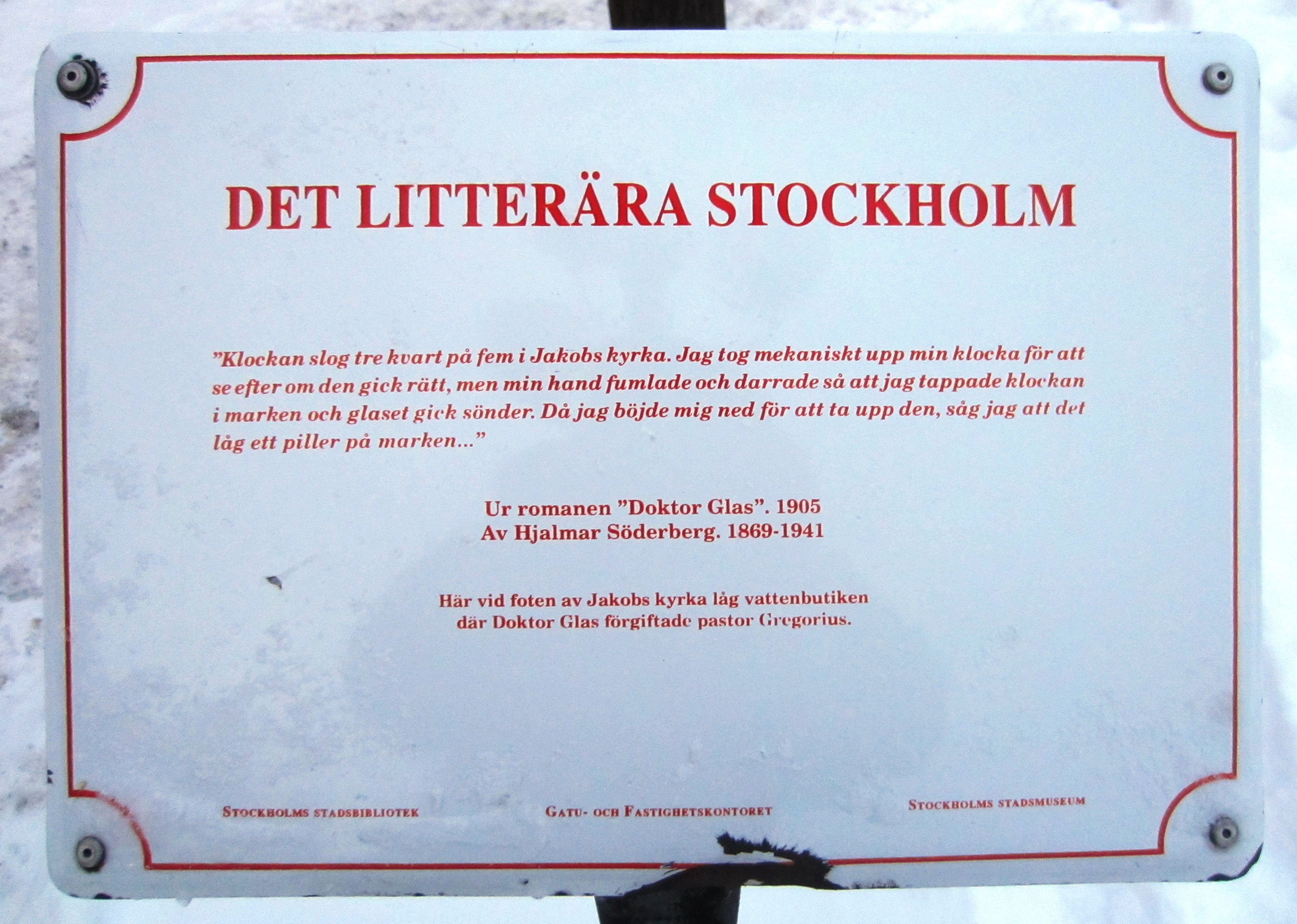
"Doktor Glas" vid Kungsträdgårdsgatan i Kungsträdgården - litterär skylt sedan 1992.

En av de första litterära skyltarna finns sedan 1992 i Kungsträdgården i Stockholm vid Café Söderberg. Den har ett citat ur Hjalmar Söderbergs "Doktor Glas":

"Klockan slog tre kvart på fem i Jakobs kyrka. Jag tog mekaniskt upp min klocka för att se efter om den gick rätt, min hand fumlade och darrade så att jag tappade klockan i marken och glaset gick sönder. Då jag böjde mig ner för att ta upp den, såg jag att det låg ett piller på marken..."

### Klas Östergren

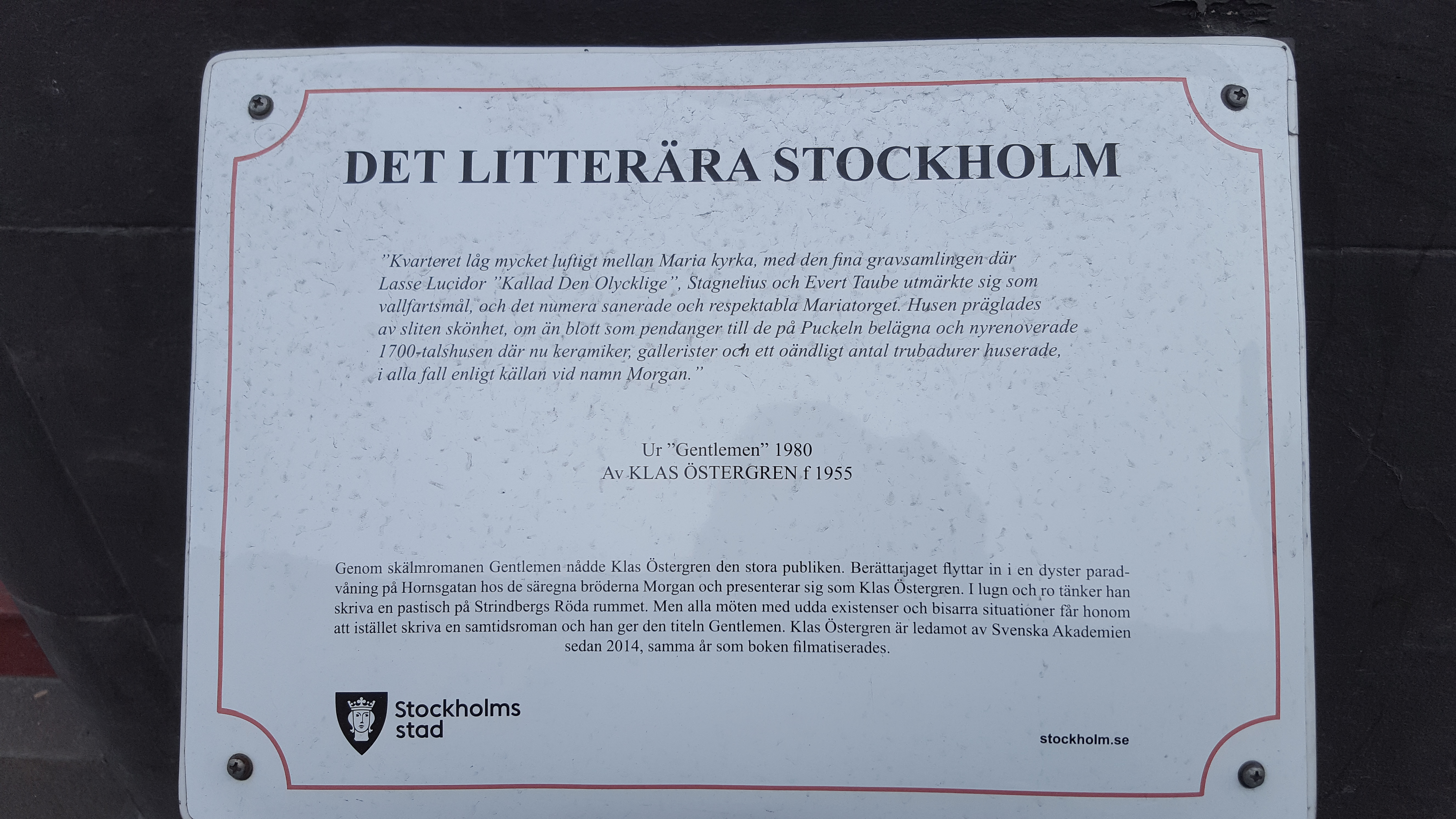
"Gentlemen" Hornsgatan 29 C - litterär skylt sedan 2015.

På Hornsgatan 29 C finns sedan 2015 en litterär skylt med ett citat från Klas Östergrens roman Gentlemen, utgiven 1980:
”Kvarteret låg mycket luftigt mellan Maria kyrka, med den fina gravsamlingen där Lasse Lucidor ”Kallad Den Olycklige”, Stagnelius och Evert Taube utmärkte sig som vallfartsmål, och det numera sanerade och respektabla Mariatorget. Husen präglades av sliten skönhet, om än blott som pendanger till de på Puckeln belägna och nyrenoverade 1700-talshusen där nu keramiker, gallerister och ett oändligt antal trubadurer huserade, i alla fall enligt källan vid namn Morgan.”

### Svante Foerster

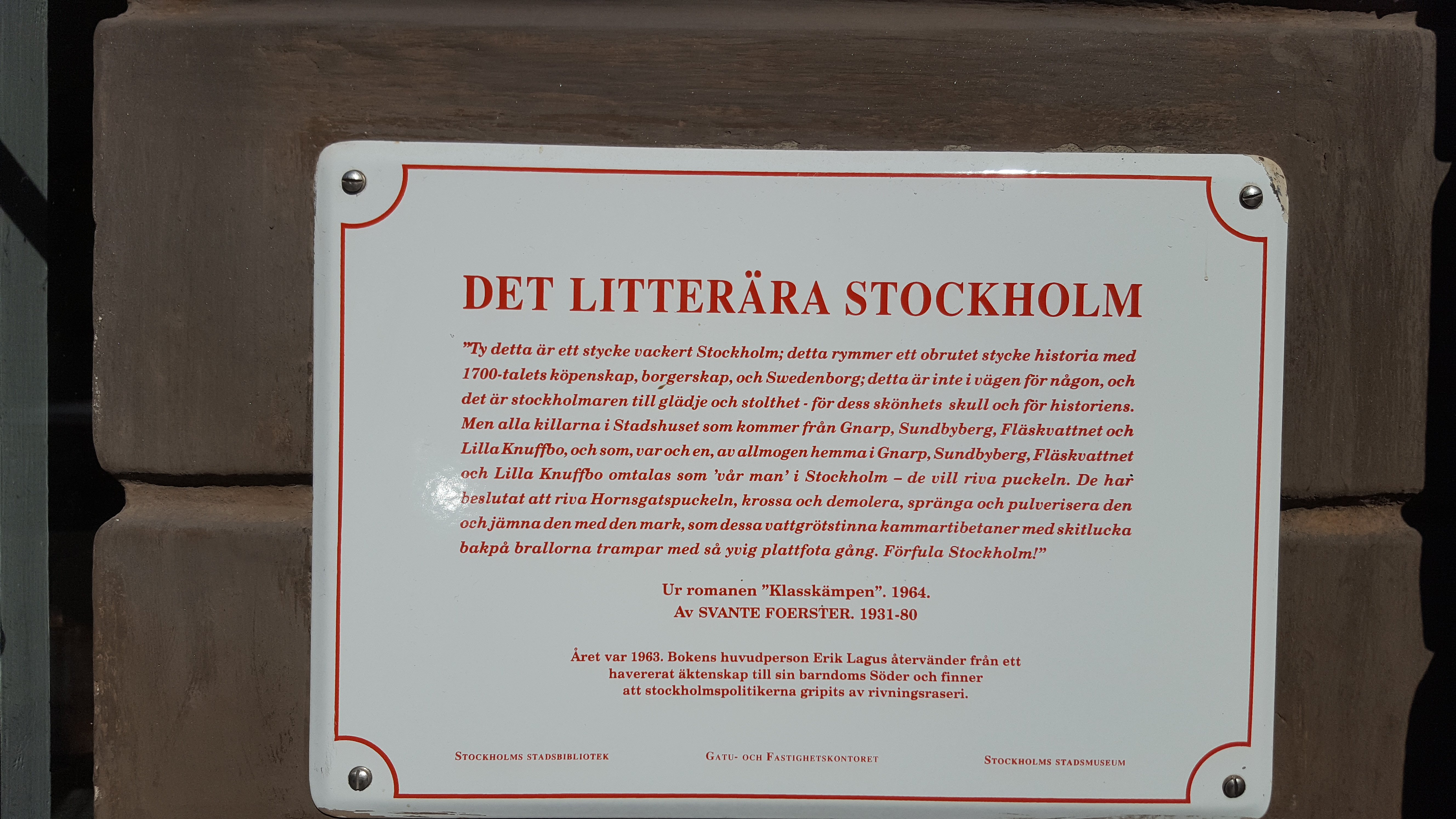
"Klasskämpen" – skylt på Hornsgatan.

På Hornsgatan finns en litterär skylt med ett citat från Svante Foersters roman Klasskämpen, utgiven 1964:
"Ty detta är ett stycke vackert Stockholm; detta rymmer ett obrutet stycke historia med 1700-talets köpenskap, borgerskap, och Swedenborg; detta är inte vägen för någon, och det är stockholmaren till glädje och stolthet – för dess skönhets skull och för historiens.
Men alla killarna i Stadshuset som kommer från Gnarp, Sundbyberg, Fläskvattnet och Lilla Knuffbo, och som, var och en, av allmogen hemma i Gnarp, Sundbyberg, Fläskvattnet och Lilla Knuffbo omtalas som 'vår man' i Stockholm – de vill riva puckeln. De har beslutat att riva Horngatspuckeln, krossa och demolera, spränga och pulverisera den och jämna den med den mark, som dessa vattgrötstinna kammartibertaner med skitlucka bakpå brallorna trampar med så yvig plattfota gång. Förfula Stockholm!"

### Författare, verk som citeras, plats för skylt och år för uppsättning
- Carl Jonas Love Almqvist, "Det går an", Riddarholmskajen, 1992
- Erik Asklund, "Manne", Torkel Knutssonsgatan nedanför Münchenbryggeriet, 2001
- Werner Aspenström, "Trappan", Maria Magdalena kyrkogård vid Hornsgatan/Bellmansgatan, 2001
- Carl Michael Bellman, "Fredmans epistel n:o 33", Räntmästartrappan, 2000
- Henning Berger, "Fata Morgana", Strandvägen/Grevgatan, 1993
- Bo Bergman, "Elden", Strömgatan utanför Sagerska huset, 1996
- August Blanche, "Slaget vid Brunkeberg", Brunkebergstorg, 1993
- Heidi von Born, "Kungariket Atlas", S:t Eriksplan mot Atlasgatan, 1995
- Ylva Eggehorn, "Kvarteret Radiomottagaren",
- Gunnar Ekelöf, "Promenader. Småprosa", Lustiga Huset, Gröna Lund, 1994
- Nils Ferlin, "Goggles", Klarabergsgatan 35, 2000
- Svante Foerster, "Klasskämpen", Hornsgatan 28, 1994
- Per Anders Fogelström, "Mina drömmars stad", Per Anders Fogelströms terrass, 1992
- Ann-Madeleine Gelotte, "Tyra i 10:an Odengatan", Odengatan 10, 2011.[12]
- Graham Greene, "De skeppsbrutna", Norrbro, 1992
- Gunna Grähs, "Den sanna historien...", Stadshusträdgården nedanför Stadshustornet, 1999
- Lennart Hellsing, "Här dansar Herr Gurka", Blåsuts tunnelbanestation, 2009.[13]
- Alf Henrikson, "Tittut", Hötorgshallen, 1997
- Åke Holmberg, "Ture Sventon, privatdetektiv", Drottninggatan/Jakobsgatan 18, 2000
- Ulla Isaksson, "Kvinnorhuset", Fleminggatan/Igeldammsgatan, 1998
- Håkan Jaensson,"Den sanna historien...", Stadshusträdgården nedanför Stadshustornet, 1999
- P.C. Jersild, "Barnens ö", Kungsgatan 65, 1995
- Eyvind Johnson, "Krilon själv", Västerbrons krön - östra sidan, 1998
- Erland Josephson, "Stockholms själ", Dramaten vid Nybrogatans mynning, 2000
- Josef Kjellgren, "Människor kring en bro", Långholmsgatan vid Västerbrons södra fäste, 1992
- Martin Koch, "Mauritz", Hornsgatan 54, 1992
- Agnes von Krusenstjerna, "Kvinnogatan", Kammakargatan 4, 1992
- Harry Kullman, "Gårdarnas krig", Södermannagatan 43, 1992
- Willy Kyrklund, "Solange", Hjorthagshöjden vid lekplatsen Dianavägen 17-35, 2000
- Selma Lagerlöf, "En saga om en saga och andra sagor",  Malmskillnadsgatan 23, 1999
- Astrid Lindgren, "Mio min Mio", Tegnérlunden, 1992
- Barbro Lindgren, "Bladen brinner", T-Ängbyplan, 1993
- John Ajvide Lindqvist,  ”Låt den rätte komma in”, Blackeberg, 2014
- Harriet Löwenhjelm, "Beatrice-Aurore", Kornhamnstorg, 2012.[14]
- Ivar Lo-Johansson, "Kungsgatan", Kungsgatan 20, 1992
- Bodil Malmsten, "Svartvita bilder, Berättelse Stockholm", Hornsbergs strand 22, 2001
- Moa Martinson, "Jag möter en diktare", Örby bibliotek - Gamla Huddingevägen 425, 1994
- Vilhelm Moberg, "Sömnlös", Fjällgatan, 2001
- Arne Norlin, "Den sanna historien…", Stadshusträdgården nedanför Stadshustornet, 1999
- Ivan Oljelund, "Det hände på Kungsholmen", Fleminggatan 10, 1998
- Jan Olof Olsson "Jolo", "Eviga följeslagare", Odengatan 59, 1998
- Peter Pohl, "Janne min vän", Kvarngatan 20, 1999
- Maria Sandel, "Vid svältgränsen", Fleminggatan 22, 1998
- Maj Sjöwall & Per Wahlöö, "Den vedervärdige mannen från Säffle", Dalagatan 34, 1992
- Ulf Stark, "Min vän shejken i Stureby", Svedmyraplan vid Stureby sjukhem, 1999
- Sara Stridsberg, "Beckomberga", Klockhusparken vid f d Beckomberga sjukhus, 2017[15]
- August Strindberg, "Röda rummet", Mosebacketerrassen, 1992
- August Strindberg, "Tjänstekvinnans son", Norrtullsgatan vid Observatorielunden, 1994
- Olov Svedelid, "Anmäld försvunnen", Bondegatan 10, 2001
- Hjalmar Söderberg, "Doktor Glas", Jussi Björlings allé vid Café Söderberg, 1992
- Katarina Taikon, "Katitzi på flykt", Engelbrektsskolan, 2016.[16]
- Evert Taube, "Den Gyldene Fredens Ballader", Prästgatan 39, 1999
- Tomas Tranströmer, "Sanningsbarriären", Folkungagatan 57, 2001
- Stieg Trenter, "Tragiskt telegram", Centralbadets gård - Drottninggatan 88, 1993
- Stieg Trenter, "Tiga är silver", Stieg Trenters torg - Farsta Strand, 1995
- Mats Wahl, "Vinterviken", Vinterviksgatan 72, 1999
- Peter Weiss, "Motståndets estetik : Bd 2", Bergsgatan vid T-Rådhuset, 1992
- Karl Vennberg, "Vägen till Spånga Folkan", Spånga Folkan - Spångavägen 353, 1999
- Elin Wägner, "Norrtullsligan", Norrtullsgatan 10, 1992
- Per Wästberg, "Luftburen", Nybrokajen 17, 1996
- Klas Östergren, "Gentlemen",  puckeln på Hornsgatan, 2015.[17]

Dessutom finns det litterära skyltar på andra platser i Stockholm med citat från verk av Olle Adolphson, Lars Ardelius, Fredrika Bremer, Stig Claesson, Kerstin Ekman, Lars Forssell, Gösta Friberg, Katarina Frostenson, Helga Henschen, Kjell Johansson, Thorsten Jonsson, Kristina Lugn, Claes Lundin, Agneta Pleijel, Vilgot Sjöman, Marika Stiernstedt, Gun-Britt Sundström och Sonja Åkesson.

## Jönköping
Lördagen den 3 september 2011 invigdes ett tjugotal litterära skyltar, som sattes upp under sommaren 2011, runtom i Jönköpings kommun. 
En av skyltarna sitter på Centrumvägen i Tenhult, med text ur boken "Mannen från Tenhult" av Ulf Broberg och Peter Lundström.

## Kristianstad
Sammanlagt femton litterära skyltar har satts upp eller kommer att sättas upp i Kristianstad. Detta sker på initiativ av Gustaf Hellström-sällskapet och med stöd av Kristianstads kommun. De flesta skyltarna ägnas Gustaf Hellström (9 skyltar), född i staden och en av dess mest berömde författare. Förutom Hellström ägnas resterande skyltar åt texter av så vitt skilda författare som Frans G. Bengtsson, Fredrik Böök (två skyltar), Birgitta Trotzig och Lars Wivallius.
Sedan i mitten av december 2012 uppmärksammas även Hjalmar Söderberg med en minnesskylt i Kristianstad, där han var anställd vid tidningen Nyaste Kristianstadsbladet. Skylten i Kristianstad sitter på Regionmuseets fasad in mot gården vid Stora torg. Texten på skylten har titeln ”En lång och smal rektangel” och är ett utdrag från kåseriet ”Vår stad”. Hjalmar Söderberg skrev det i Nyaste Kristianstadsbladet den 7 december 1891.

## Sundbyberg
Den tredje oktober 2015 invigdes de fem första litterära skyltarna i Sundbyberg och fortsättningsvis kommer en skylt om året att invigas den första lördagen i oktober. Initiativet till de litterära skyltar togs av Lambros Roumbanis som lämnade in ett medborgarförslag vilket Sundbybergs politiker nappade på.
Det finns litterära skyltar med Stig Dagerman, Ragnar Thoursie, Eva Adolfsson, Helga Henschen, Daniel Sjölin, Carl Michael Bellman, Stieg Trenter, Vic Suneson, Stieg Larsson, John Ajvide Lindqvist, Agnes von Krusenstjerna och Hillevi Wahl.